# Ду (департамент)
Ду (фр. Doubs) — департамент на сході Франції, один з департаментів регіону Бургундія-Франш-Конте. Порядковий номер 25.
Адміністративний центр — Безансон. Станом на 2019 рік населення департаменту Ду становило 543 974 осіб.

## Географія
Площа території 5234 км². Рельєф місцевості визначається близькістю гірської системи Юра.
Департамент включає 3 округи, 35 кантонів і 594 комуни.

## Історія
Ду — один з перших 83 департаментів, утворених під час Великої французької революції в березні 1790 р. Виник на території колишньої провінції Франш-Конте. Віктор Гюґо і брати Люм'єр народились у департаменті.